# Vineuil (Loir-et-Cher)
Vineuil település Franciaországban, Loir-et-Cher megyében. Lakosainak száma 8050 fő (2022. január 1.). Vineuil Blois, La Chaussée-Saint-Victor, Huisseau-sur-Cosson, Mont-près-Chambord, Saint-Claude-de-Diray, Saint-Denis-sur-Loire és Saint-Gervais-la-Forêt községekkel határos.

## Népesség
A település népessége az elmúlt években az alábbi módon változott:
| Lakosok száma | 3466 | 5263 | 6253 | 6945 | 7508 | 7724 | 7815 | 8091 | 8084 | 8050 |
|               | 1968 | 1982 | 1990 | 2006 | 2013 | 2015 | 2017 | 2019 | 2020 | 2022 |